# موزه میهو

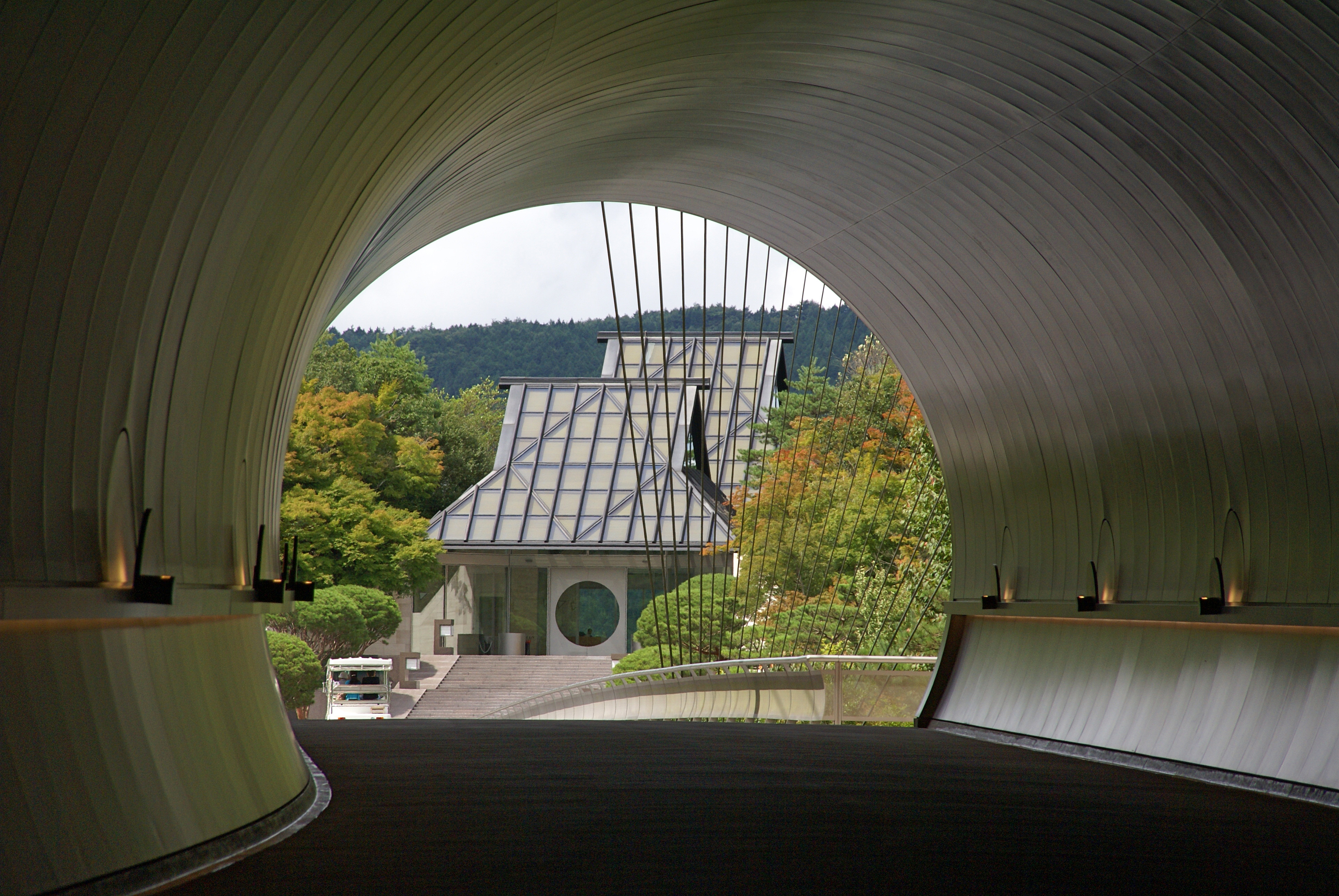
موزه میهو در پاییز

موزه میهو در جنوب شرقی کیوتو ژاپن، نزدیک شهر شیگاراکی، در استان شیگا واقع شده‌است. این مرکز همچنین مقر اصلی یک گروه مذهبی جدید بنام شومیکای است که توسط میهوکو کویاما تأسیس شده‌است.

## تاریخ
این موزه رؤیای میهوکو کویاما (به نام او نامگذاری شده) بنیانگذار سازمان مذهبی شینجی شومیکای که اکنون گفته می‌شود حدود ۳۰۰۰۰۰ عضو در سراسر جهان دارد. بعلاوه، در دهه ۱۹۹۰ کویاما ساخت موزه را در نزدیکی معبد شومی در کوه‌های شیگا احداث کرد.

## مجموعه

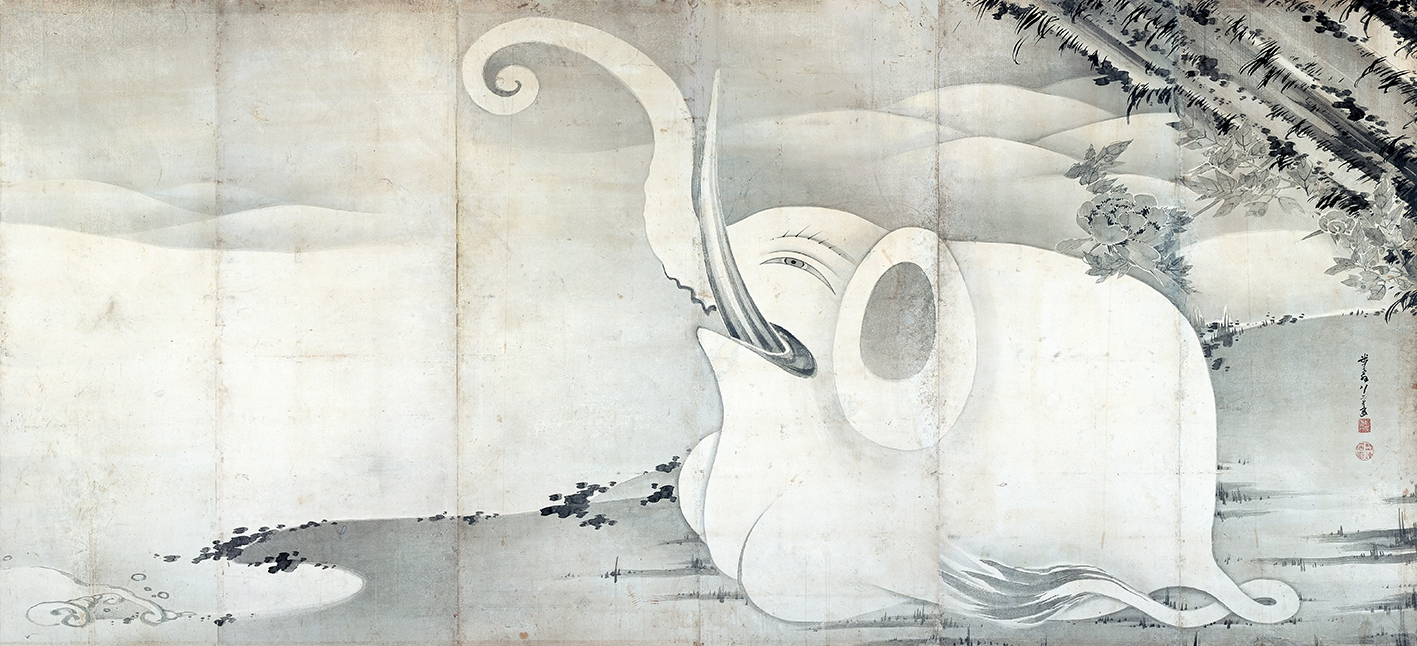
موزه میهو

موزه میهو در ژاپن ۱۲۰۰ اثر از جغرافیای تاریخ و تمدن ایران و ۳۳ اثر ساسانی و صدها اثر دوران هخامنشی دارد بر اساس کتاب موزه میهو MIHO MUSEUM,Takeshi,Umehara, south wing,1997
بخشی از آثار باستانی در این موزه مربوط به تمدن آمودریا است (Oxus Civilization گنجینه ای بسیار گرانبها که در منطقه مرزی افغانستان و تاجیکستان کشف و بعدها توسط باندهای مافیایی به سرقت رفت بخشی از گنجینه‌های طلایی ذوب و به طلا فروشان فروخته شده‌است بقیه سر از گنجینه‌های اروپایی درآورد و بخشی از آن به گنجینه دار ژاپنی فروخته شد. .
موزه میهو مجموعه خصوصی اشیا عتیقه آسیایی و غربی میهوکو کویاما را در خود جای داده‌است که سالها قبل از افتتاح موزه در سال ۱۹۹۷ توسط سازمان شومی در بازارهای جهانی خریداری شده‌است. در حالی که کویاما از اوایل دهه ۱۹۵۰ شروع به خرید ظروف مخصوص مراسم چای سنگی کرد، عمده خرید این موزه در دهه ۱۹۹۰ انجام شد. بیش از دو هزار قطعه در مجموعه دائمی وجود دارد که تقریباً ۲۵۰ قطعه در هر زمان نمایش داده می‌شوند. در میان اشیا موجود در این مجموعه بیش از ۱۲۰۰ شی وجود دارد که به آسیای میانه دوران هخامنشی مربوط می‌شود.

## آثار تمدن ایرانی در موزه میهو

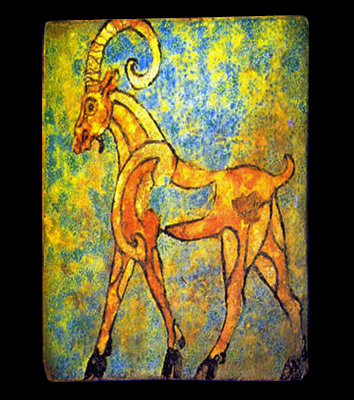
اثر باستانی از شهر بوکان ایران که در موزه شرق باستان در توکیو قرار دارد یک بز کوهی سفالی لعابدار

در ژاپن موزه‌های موزه میهو، موزه اورینتال، موزه شرق باستان. مرکز فرهنگ خاورمیانه در ژاپن. موزه ادو-توکیو .موزه ملی توکیو چند نمونه آثار ایرانی را در خود جای داده‌اند. اما دستکم ۳۳ اثر بسیار گرانبها و کم‌نظیر در موزه میهو ژاپن مربوط به دوره ساسانی است که برخی از آنها عبارتند از : 
1. جام ایران، ساسانی نور قهوه ای مایل به قرمز، نور بژ، شیشه بی‌رنگ است.
2. بشقاب با حیوانات شکار شاه ایران دوره ساسانی.
3. گلدان ایران، دوره ساسانی نقره ای زراندود
4. جفت پارچ با الگوی سه پره ایران، دوره ساسانی نقره ای طلایی.
5. جام تخم مرغ شکل از ایران در موزه میهو ژاپن سده یازدهم یا دوازدهم میلادی جنس:طلا
6. جام سه مرد ایستاده که با گل‌های رز از یکدیگر جدا شده‌اند. از ایران سده ۱۳ یا ۱۴ پیش از میلادجنس: الکتروم
7. تکوک شکل بز کوهی ششم پیش از میلادجنس: نقره، الکتروم ظرف تزیین شده با حیوانات مختلف از جمله شیر و بزکوهی

هفتم پیش از میلادجنس: نقره
1. ظرف به شکل حملهٔ شیر به گاو سده هشتم تا ششم پیش از میلادجنس: نقره و طلا
2. تنگ آب با دسته‌هایی به شکل بز کوهی و بز کوهی بالداراز ایران ششم پیش از میلادجنس: نقره و طلا
3. جام با نقش گوزن در میان درختان هزارهٔ نخست پیش از میلادجنس: طلا.
4. کتری با تندیسک‌های بز کوهی دوران: پیش هخامنشی سده هفتم پیش از میلادجنس: نقره
5. گلدان باریک گلابی شکل، با یک لبه عمودی، گردن باریک، یقه مهره ای و پای تخت، با چهار چهره زن رقاص برهنه تزئین شده‌است، که هر کدام در یک چهارم بوده و به سمت یکی از چهره‌های مجاور قرار گرفته‌اند.
6. موبدان موبد ساسانی کرتیر (کردیر) بالاتنه ساخته شده از برنز با چشمانی سیمین/نقره‌ای، بخشهایی از آذین این پیکره نیز نقره‌کاری شده‌است. کرتیر همانند نگاربرجسته‌هایش نشان قیچی بر کلاه خویش دارد و بدون ریش است. نگهداری در گنجینه میهو ژاپن

تعدادی از آثار ساسانی در موزه‌های توکیو و نارا نگهداری می‌شوند.
- دستنوشته پارسی ژاپن دستنوشته پارسی ژاپن

بسیاری از موارد موجود در این مجموعه برخی از محققان ادعا کرده‌اند که این اشیا بخشی از گنجینه Oxus است که اندکی پس از کشف آن در سال ۱۸۷۷ توسط غارتگران از دست رفته و بخشی از آن در سال ۱۹۹۳ در افغانستان دوباره کشف شده‌است. آثار معروف به مجموعه آمودریا صده‌ها اثر دوره هخامنشی و ساسانی بوده‌است که احتمالاً در پی حمله مهاجمان در معبدی مخفی شده بود. با این وجود وجود یک مکان‌یابی منحصر به فرد برای خریدهای میهو و موزه بریتانیا مورد چالش قرار گرفته‌است.
بسیاری از موارد موجود در این مجموعه با همکاری فروشنده هنر نوریا شی در طی فقط شش سال به دست آمد و برخی از آنها منشأ مشخصی ندارند یا اصلاً منشأ مشخصی ندارند. در سال ۲۰۰۱ موزه اذعان کرد که مجسمه Boddhisatva در قرن ششم در مجموعه خود همان مجسمه ای است که در سال ۱۹۹۴ از یک باغ عمومی در استان شاندونگ چین به سرقت رفته‌است، با توافق با دولت چین برای بازگرداندن آن در سال 2007.
نکات برجسته این مجموعه‌ها در نمایشگاه‌های مسافرتی در موزه هنر شهرستان لس آنجلس و موزه هنر متروپولیتن در ۱۹۹۶، و همچنین موزه کونشیستوریشیز در سال ۱۹۹۹ به نمایش درآمده است.

## معماری

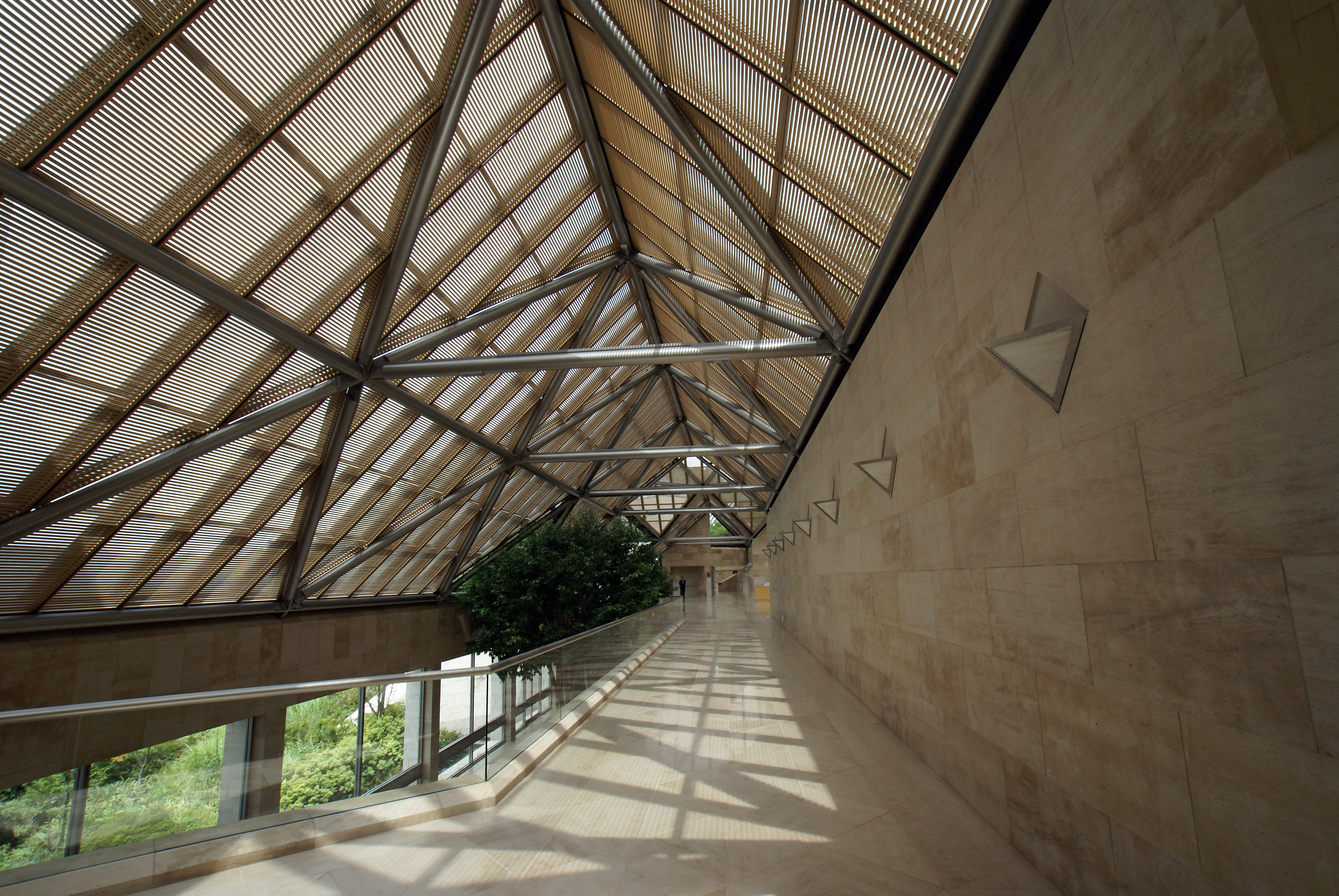
سبک داخلی IM Pei در موزه میهو

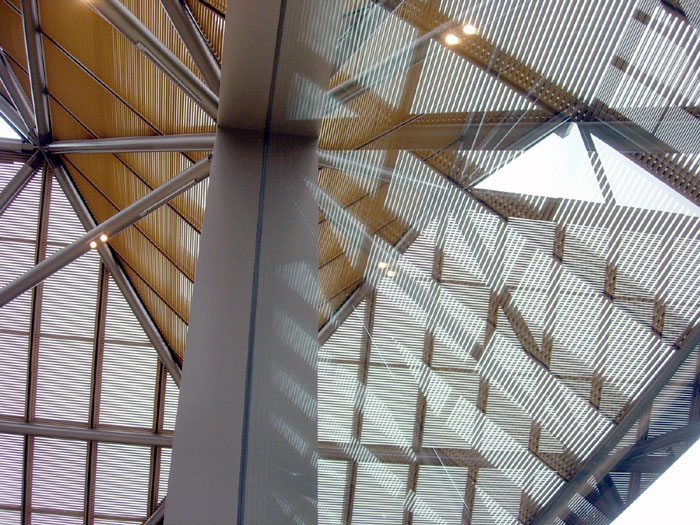
سبک داخلی IM Pei در موزه میهو

میهوکو کویاما و دخترش هیرکو کویاما، معمار IM Pei را برای طراحی موزه میهو سفارش دادند. طرح IM Pei، که وی آن را Shangri-La نامید، در یک چشم‌انداز تپه ای و جنگلی اجرا می‌شود. تقریباً سه چهارم ساختمان ۱۷٬۴۰۰ متر مربعی در زیر زمین واقع شده‌است که از بالای یک کوه صخره ای تراشیده شده‌است. سقف یک سازه بزرگ شیشه ای و استیل است، در حالی که دیوارهای خارجی و داخلی و کف آن از یک سنگ آهک گرم بژ رنگ از فرانسه ساخته شده‌است - همان ماده ای که Pei در سالن پذیرایی لوور استفاده کرده‌است. مهندس سازه این پروژه Leslie E. Robertson Associated بود.
Pei در هنگام ساخت قطعات جدیدی برای این مجموعه به ایجاد تغییراتی در طراحی گالری‌ها ادامه داد.
پی پیشتر برج ناقوس درمیسونو، مرکز بین‌المللی و مرکز معنوی سازمان شومی را طراحی کرده بود. برج ناقوس از پنجره‌های موزه دیده می‌شود.

## یادداشت
1. ↑  Lindelauf, Perrin (March 8, 2009). "Luck, trickery and treasure in Koka City". Retrieved 26 August 2014.
2. ↑  "Encyclopedia of Shinto".
3. ↑  Reif, Rita (16 August 1998). "ARTS/ARTIFACTS; A Japanese Vision of the Ancient World". The New York Times. Retrieved 13 August 2010.
4. ↑  Curtis, John (1 September 2004). "The Oxus Treasure in the British Museum". Ancient Civilizations from Scythia to Siberia. 10 (3): 334. doi:10.1163/1570057042596397.
5. ↑  Southampton, Kathy Judelson; Pichikyan, I.R. (1 January 1998). "Rebirth of the Oxus Treasure: Second Part of the Oxus Treasure From the Miho Museum Collection". Ancient Civilizations from Scythia to Siberia. 4 (4): 306–383 [308–309]. doi:10.1163/157005797X00126.
6. ↑  Muscarella, Oscar White (1 November 2003). "Museum Constructions of the Oxus Treasures: Forgeries of Provenience and Ancient Culture". Ancient Civilizations from Scythia to Siberia. 9 (3): 259–275. doi:10.1163/157005703770961778.
7. ↑  Melikian, Souren (November 6, 1997). "A Splendid Art Collection Goes On Display in Japan". Retrieved 26 August 2014.
8. ↑  McCurry, Justin (11 January 2007). "Italy to ask Japan for return of 'looted' antiques". The Guardian. Retrieved 8 March 2012.
9. ↑  Sims, Calvin (April 18, 2001). "Japanese Agree A Stolen Statue Will Be Sent Back to China". Retrieved 26 August 2014.
10. ↑  Abe, Stanley (2002). "Review: Return of the Buddha: The Qingzhou Discoveries by Lukas Nickel". Artibus Asiae. 62 (2): 296. doi:10.2307/3250269. JSTOR 3250269.
11. ↑  Baker, Kenneth (18 November 2007). "Miho Lets Art Speak For Itself". The San Francisco Chronicle. Archived from the original on 2 February 2013. Retrieved 11 December 2020.
12. ↑  Dobrzynski, Judith (August 28, 2013). "A Trek Well Worth Taking". Retrieved 26 August 2014.
13. ↑  "Shumei – Art and Beauty". Archived from the original on 2015-12-26. Retrieved 2010-11-24.

- منبع: MIHO MUSEUM,Takeshi,Umehara, south wing,1997